# هت-کنتس
هت-کنتس (به فرانسوی: Haute-Kontz) یک کمون در فرانسه است که در Canton of Sierck-les-Bains واقع شده‌است.

## خصوصیات
هت-کنتس ۶٫۴۱ کیلومترمربع مساحت و ۴۳۹ نفر جمعیت دارد و ۱۹۵ متر بالاتر از سطح دریا واقع شده‌است.